# Veines scrotales postérieures
 (octobre 2020).
Les veines scrotales postérieures sont des veines qui se jettent dans le plexus veineux vésical.